# IRC服务
互聯網中继聊天服务（英語：Internet Relay Chat services），通常称为IRC 服务（IRC services），是在许多现代IRC网络上运行的一组服务的统称。服务是具有特殊功能的自动化机器人，通常用于为用户提供一定的权限和保护。服务一般与某种登录系统一同使用，以便记录于权限列表上的人使用。

## 组件
常见的服务以「服务内容+Serv」之格式命名虚拟客户端。以下列出四个常见的以这种格式命名的服务：
- ChanServ：是一种频道服务机器人，用于保护频道管理员并帮助运营频道。这对管理员来说很方便，因为这样可以在非频道管理员的状态下行使管理员的权利。
- NickServ：是一个昵称服务机器人，用于注册和保护用户的昵称。
- MemoServ：是一个备忘录服务机器人，用于记录和传递消息给当前离线的用户。
- OperServ：帮助 IRC 管理员执行管理员命令。也被称为 AdminServ、RootServ 或 OpServ（srvx）。

在某些服务包中还可以看到其他一些遵循此命名规则的服务，包括：
- BotServ：一个允许频道管理员分配机器人至所属频道的服务，分配的机器人大多是频道中 ChanServ 的替身。
- HelpServ：提供帮助服务，用于为各种 IRC 话题提供帮助。
- HostServ：是一个主机服务机器人，允许普通用户注册虚拟主机，从而隐藏他们的真实IP 地址。
- RootServ：用于特定网络，由服务根管理员用于执行 IRC 网络和服务程序的根管理功能。
- SpamServ：用于保护频道免受垃圾邮件的侵害。 [1]
- StatServ：是一个统计服务机器人，用于对 IRC 网络进行各种统计分析。

其他常用的服务机器人：
- Global：是一个消息代理，是一种用于发送全局消息的服务。这个服务通常具有全局 IRC 操作员状态，以便发送全局消息。此服务需要被配置为U-line [需要解释]，以覆盖原有名称。该服务通常被重命名为IRC网络的名称（例如 DalNet 或 Xevium）。

## 历史
NickServ最早由慕尼黑工业大学的Armin Gruner于 1990 年编写。 最初的目的提示其他人昵称被占用，因为 IRC 协议没有内置保护昵称的功能。
NoteServ和MsgServ在 NickServ 推出后不久就跟进，并与现在的MemoServ有相似的功能。
使用 /ignore 指令忽略 NickServ的通知是无关紧要的，但是曾有操作员使用/kill 关掉 NickServ 并自己把自己的昵称替换为 NickServ ，随后收集用户的身份密码并以此为乐。这引发了一场关于服务的实用性和安全性的公开辩论，以及 EFnet 上 NickServ 的终止，并且EFnet应用了用户不拥有昵称的政策。
1995年DALnet发明了ChanServ ，然后重写了 NickServ和MemoServ。现在，EFnet 和IRCnet是最后的坚持其没有身份保护政策的大型 IRC 网络。尽管 IRC 服务通常被认为对于提供愉快的聊天体验至关重要，但至今仍存在一些争论。这在大多数无服务网络已经消亡的事实中得到了证明。 
随着时间的推移，出现了许多服务的变种，因此每个 IRC 网络都使用不同的服务使用方式，这使得客户端开发人员几乎不可能为各种注册过程实现统一的图形界面。尽管如此，它们中的大多数都受到了 DALnet 和 Armin 的原创作品的启发，只有Undernet和QuakeNet采用了完全不同的方式。

## ChanServ
在大部分的IRC 网络上，ChanServ是一个维护频道注册和信息访问的服务。 如果频道在 ChanServ 上注册，其所有者（以及他们指定的人）可以使用 ChanServ 获得对频道的控制权，从而获得频道管理员权限。大多数频道服务机器人还允许其他类型的频道管理选项，例如主题锁定（+t）、模式锁定，并自动为用户切换管理员（+o）、半管理员（+h）、发言权（+v）或其他访问权限，如频道所有者。他们还可能提供某种形式的自动封禁管理。 
有几个 IRC 服务的实现都有 ChanServ 机器人；其他一些服务使用其他名称，例如CS 。可用的确切命令和功能取决于服务实现和相关网络。

### 访问级别
- 创始人[5]
- 超级管理员（通常写为 SOP 或 SOp） [6]
- 自动确认管理员（通常写为 AOP 或 AOP） [7]

## OperServ
OperServ是大多数 IRC 服务包的一个组件，用于帮助管理IRC网络。它为IRC 管理员提供监控和维护 IRC、管理其他服务以及处理问题用户的功能。
OperServ 中一个比较臭名昭著的指令是“line”，例如K-line和G -line。这些指令用于教训麻烦的网络用户，不过其他 “line” 可供日常使用。实际功能取决于操作员的权限等级和他的使用方法。
在DALnet上，使用了一个类似的概念，称为“AKill”，而不是 G-line。 AKill 一词来自以前的功能实现，其中 IRC 服务会在所有服务器上自动阻止（kill）用户的登录请求，而不是简单地从单个服务器拒绝连接。
在 OpenNap 网络上，OperServ 是一个虚拟用户，它允许特定权限级别以上的用户执行服务器管理员命令。意在支持没有内置此类操作的客户端，但没有限制使用。

## IRC 服务软件包
一些流行的IRC 服务软件包包括srvx、Atheme、ChatServices、Hybserv（与 Hybrid IRCd 组合使用）、Epona、Anope和IRC Services 5 （支持大部分的 IRCd，大概是“源初的”IRC 服务）。虽然这些软件包对大部分用户来说具有相当出色的功能，但一些IRC网络运营者依然编写了自己的服务，最重要的原因是灵活、定制化，而且有些时候（一般是在较小的网络上）趣味性非常重要。并非所有软件包都包含上述几种服务。有时这些服务具有不同的名称，并且可能不会以上面列出的形式实现这些功能。上面的形式只是最常见的实现方式。

## 标准化
IRC+ 计划致力于为服务提供建议，以将通用协议用于基本功能，以便客户端可以拥有统一和简化的用户界面来处理最基本功能的服务（例如在 IRC 网络上注册昵称）。然而，由于缺乏支持，IRC+ 倡议已经终止。

## 扩展阅读
- Kalt, Christophe. . 1997-09-03  [2009-07-02]. （原始内容存档于2022-01-21）.